# Osiedle Kopernika (Wodzisław Śląski)
Osiedle Kopernika w Wodzisławiu Śląskim – jest osiedlem domków jednorodzinnych położonych w dzielnicy Stare Miasto. W skład tego osiedla wchodzą ulice Kopernika, Sąsiedzka, Ciekawa, Gawędy, Gościnna, Górna, Przytulna, Rodzinna, Romantyczna, Sobótki, Stroma, Syrokomli, Szczęśliwa, Uśmiechu, Wymarzona, Ofiar Oświęcimskich. Na osiedlu mieści się Szkoła Specjalna, Wzgórze Galgenberg oraz mogiła i pomnik Ofiar Oświęcimskich związanych z marszem śmierci.